# Молот Вулкана
«Молот Вулкана» — науково-фантастичний роман американського письменника Філіпа К. Діка, вперше опублікований 1960 року; розширена версія однойменної повісті 1956 року. Спочатку вийшов як «Двійка пік» (англ. Ace Double). Вважається, що це остаточний твір Діка у стилі м'якої наукової фантастики 1950-х років, перш ніж з'явилися найкращі такі його роботи, як переможець премії Г'юґо «Людина у високому замку», що вийшла рік потому. Роман перекладено німецькою, російською, нідерландською, французькою, португальською, італійською та іншими мовами.

## Сюжет
У 2029 р.н. е. Земля перебуває під керуванням організації «Єдність» після руйнівної світової війни. «Єдність» керує планетою, контролює людей починаючи з дошкільної освіти і далі за допомогою штучних інтелектів серії «Вулкан», ведучи боротьбу проти руху Зцілителів.
Директор «Єдності» Вільям Барріс виявляє, що комп'ютер «Вулкан-3» став розумний і розглядає радикальні заходи з боротьби з усім, у чому він бачить загрозу для себе. Від «Вулкана-3» приховують інформацію щодо революційного руху Зцілителів під керівництвом Джейсона Ділла, який довіряє його попереднику «Вулкану-2» (теж розумному). «Вулкан-2» побоюється, що незабаром він буде замінений «Вулканом-3», тому створив Зцілителів задля повалення свого наступника.
Ділл і Баррі починають підозрювати один одного в зраді, оскільки Ділл отримує листа, що стосується колишнього контакту Баррі зі Зцілителями, а «Вулкан-2» зазнає часткового ушкодження під час теракту. Він радить Діллу не повідомляти «Вулкану-3» про існування Зцілителів, бо боїться, що «Вулкан-3» накаже масово стратити їх. Проте «Вулкан-3» вже здогадався про нестачу даних про повстанців і виготовив власних андроїдів-убивць.
Барріс і Ділл вирішують свої розбіжності і разом беруть участь у позачерговому засіданні Ради директорів у штаб-квартирі «Єдності» в Женеві. Джейсону Ділові було пред'явлено обвинувальний вирок про зраду за те, що він приховав дані про Зцілителів від «Вулкана-3». Засідання перетворюється на ближній бій, під час якого Ділла вбито.
Керівництво поділяється на про- та анти-вулканівські три фракції, які об'єднують свої сили зі Зцілителями.
Баррі втікає до Нью-Йорка, знайомиться з отцем Філдсом і планує напасти на «Вулкан-3». Анти-вулканівські війська сприяють цьому, що призводить до руйнування штучного інтелекту. Нарешті людство звільняється від «Єдності» та його технократичної диктатури.